# John R. Wooden Award

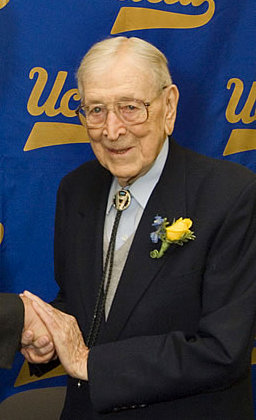
John Wooden, imiennik nagrody.

John R. Wooden Award – nagroda przyznawana corocznie najlepszemu koszykarzowi oraz koszykarce akademickiej w Stanach Zjednoczonych. 
Nagroda jest przyznawana przez Los Angeles Athletic Club, nosi imię Johna Woodena (1910–2010), akademickiego zawodnika roku (1932) z Purdue. Wooden uczył później i trenował na uczelniach Indiana State oraz UCLA. Trener Wooden, którego składy z UCLA zdobyły 10 mistrzostw NCAA, został pierwszym człowiekiem wprowadzonym do Koszykarskiej Galerii Sław im. Naismitha, jako zawodnik oraz trener. Jego zespół Indiana State został finalistą National Association for Intercollegiate Basketball (NAIB teraz NAIA – National Association of Intercollegiate Athletics) w 1948 roku.
Zaczęto ją przyznawać koszykarzom w 1977 roku. Od 2004 roku otrzymują ją również koszykarki. 
Dodatkowo Los Angeles Athletic Club w 1999 roku zaczął przyznawać nagrodę – Legends of Coaching Award. Odpowiada też za wybory do składów All–America Teams.

## Procedura wyboru

### Koszykarze
Każdego roku 26-osobowy panel Award's National Advisory Board wybiera około 20 kandydatów do tytułu zawodnika roku oraz składu  All-American. Kandydaci muszą być pełnowymiarowymi studentami i legitymować się średnią sumą ocen na poziomie 2 lub wyższą podczas swojej kariery akademickiej. Kandydaci muszą mieć znaczący wpływ na losy swojej drużyny, zarówno w ataku, jak i obronie, być przykładnymi obywatelami, odznaczać się siłą i charakterem na boisku oraz poza nim.
Lista kandydatów jest ogłaszana przed rozpoczęciem turnieju NCAA. Panel głosujących składa się z tysiąca dziennikarzy oraz sprawozdawców sportowych, reprezentujących wszystkie 50 stanów kraju.
Dziesięciu koszykarzy z największą liczbą głosów jest wybieranych do składu All-American, odpowiednio pierwszego oraz drugiego. Składy są prezentowane po zakończeniu rundy Elite Eight turnieju NCAA. Zawodnik, którzy został liderem głosowania otrzymuje oficjalnie tytuł zawodnika roku. Zwycięzca jest oficjalnie ogłaszany po zakończeniu finałów NCAA.
Koszykarz roku otrzymuje statuetkę, składającą się z pięciu brązowych figur. Uczelnia zawodnika otrzymuje duplikat statuetki oraz grant finansowy. Pozostałych czterech członków I składu All-American otrzymuje trofeum All-American Team, kurtkę oraz nagrodę finansową, która trafia do jego uczelni. Każdy trener pięciu członków składu All-American Team otrzymuje również  okolicznościowa kurtkę. Gracz, który zajął szóste miejsce w głosowaniu, a więc trafił już do II składu All-American otrzymuje także statuetkę All-American Teamoraz kurtkę, ale jego uczelnia nie otrzymuje już bonusu finansowego.

### Koszykarki
Kryteria kandydatek do tytułu zawodniczki roku oraz składu All-American są podobne, ja te u mężczyzn. 12-osobowy komitet National Advisory Board typuje co sezon około 15 kandydatek do nagrody. W głosowaniu bierze udział 250 dziennikarzy oraz sprawozdawców sportowych.
W odróżnieniu od męskiej drużyny All-American Team, pośród kobiet jest wybieranych jedynie pięć zawodniczek. Zawodniczka roku otrzymuje trofeum, a jej uczelnia jego duplikat oraz nagrodę finansową.

## Laureaci

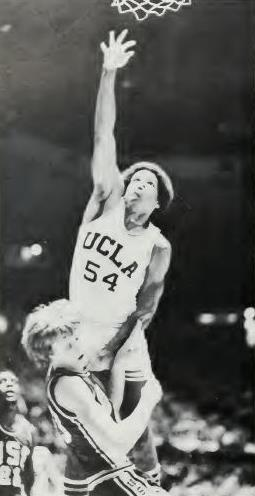
Marques Johnson, pierwszy zwycięzca

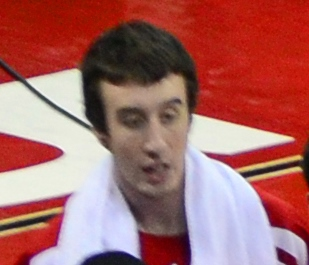
Frank Kaminsky, laureat z 2015 roku.

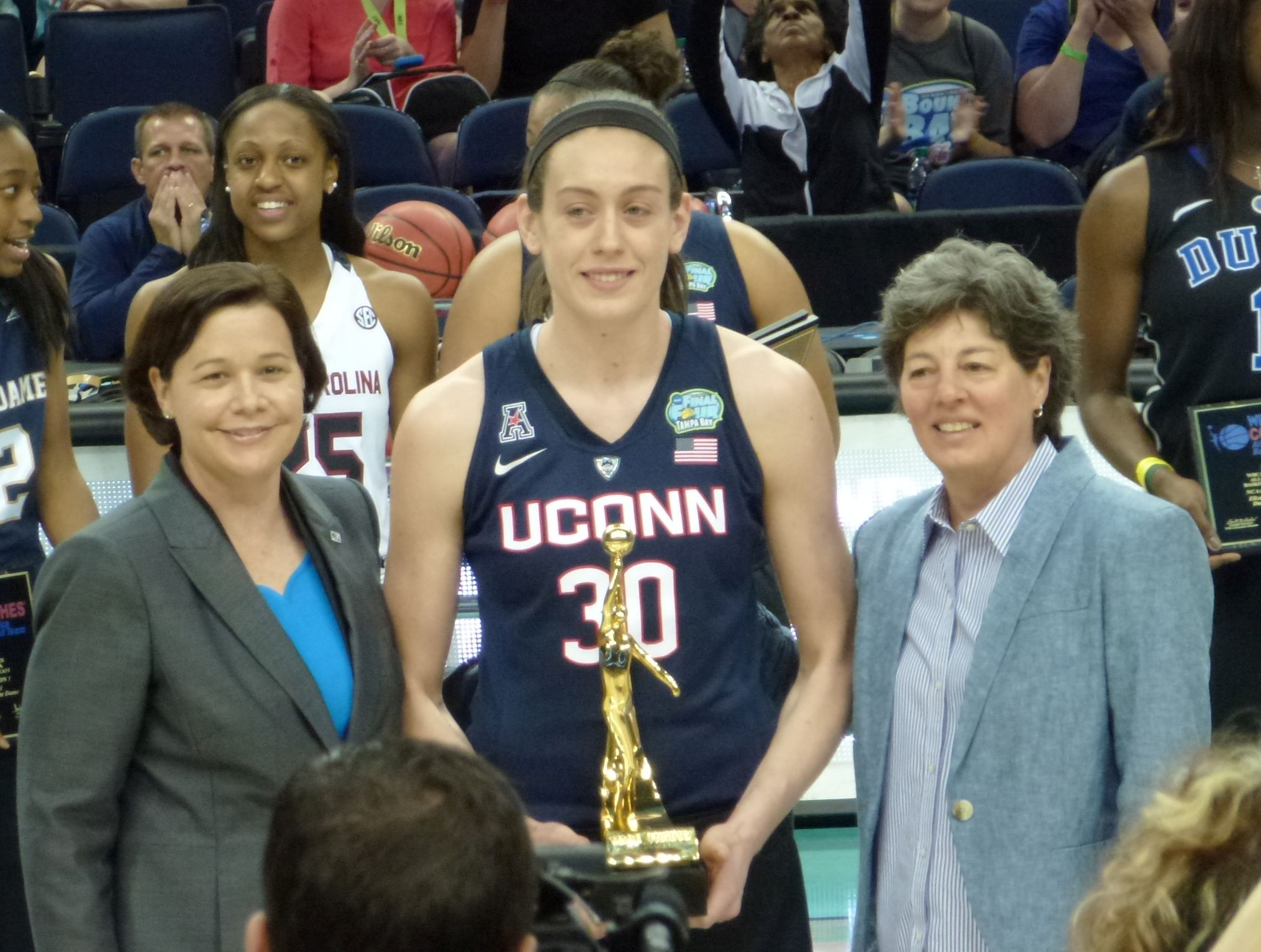
Breanna Stewart, zwyciężczyni z 2015 roku.

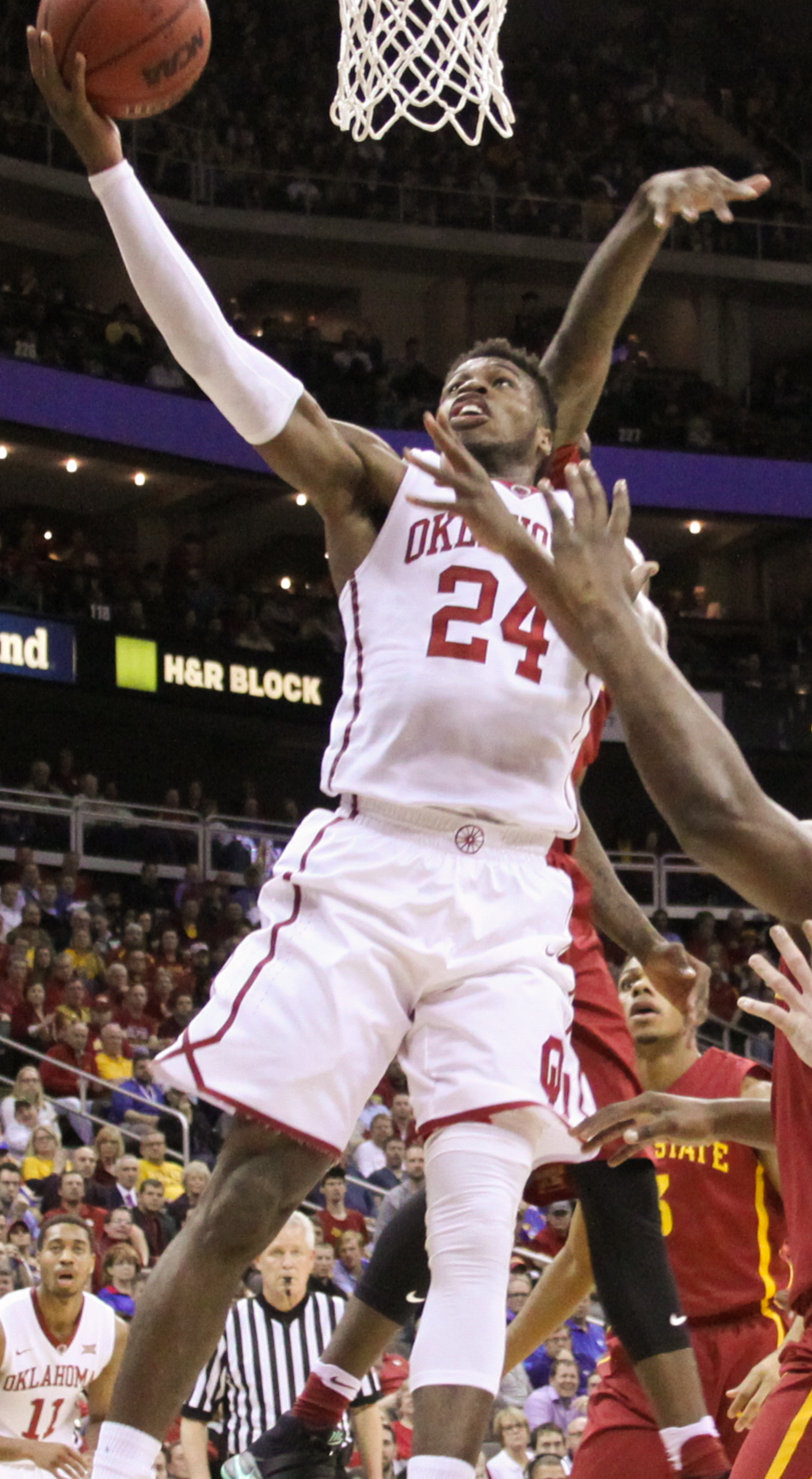
Buddy Hield, zdobył nagrodę w 2016 roku.

| Zawodnik (X) | – oznacza liczbę nagród zdobytych przez tego samego zawodnika/zawodniczkę |
| Freshman     | – zawodnik pierwszoroczny                                                 |
| Sophomore    | – zawodnik drugoroczny                                                    |
| Junior       | – zawodnik trzecioroczny                                                  |
| Senior       | – zawodnik ostatniego roku                                                |

| Sezon   | Zawodnik           | Uczelnia       | Poz.    | Status    |
| ------- | ------------------ | -------------- | ------- | --------- |
| 1976–77 | Marques Johnson    | UCLA           | G / F   | Senior    |
| 1977–78 | Phil Ford          | North Carolina | PG      | Senior    |
| 1978–79 | Larry Bird         | Indiana State  | SF      | Senior    |
| 1979–80 | Darrell Griffith   | Louisville     | SG      | Senior    |
| 1980–81 | Danny Ainge        | BYU            | SG      | Senior    |
| 1981–82 | Ralph Sampson      | Virginia       | C       | Junior    |
| 1982–83 | Ralph Sampson (2)  | Virginia       | C       | Senior    |
| 1983–84 | Michael Jordan     | North Carolina | SG      | Junior    |
| 1984–85 | Chris Mullin       | St. John's     | SF / SG | Senior    |
| 1985–86 | Walter Berry       | St. John's     | PF      | Senior    |
| 1986–87 | David Robinson     | Navy           | C       | Senior    |
| 1987–88 | Danny Manning      | Kansas         | PF      | Senior    |
| 1988–89 | Sean Elliott       | Arizona        | SF      | Senior    |
| 1989–90 | Lionel Simmons     | La Salle       | SF      | Senior    |
| 1990–91 | Larry Johnson      | UNLV           | PF      | Senior    |
| 1991–92 | Christian Laettner | Duke           | F       | Senior    |
| 1992–93 | Calbert Cheaney    | Indiana        | SF      | Senior    |
| 1993–94 | Glenn Robinson     | Purdue         | SF / PF | Sophomore |
| 1994–95 | Ed O'Bannon        | UCLA           | SF      | Senior    |
| 1995–96 | Marcus Camby       | Massachusetts  | C       | Junior    |
| 1996–97 | Tim Duncan         | Wake Forest    | C       | Senior    |
| 1997–98 | Antawn Jamison     | North Carolina | SF      | Junior    |
| 1998–99 | Elton Brand        | Duke           | C       | Sophomore |
| 1999–00 | Kenyon Martin      | Cincinnati     | PF      | Senior    |
| 2000–01 | Shane Battier      | Duke           | SF / PF | Senior    |
| 2001–02 | Jay Williams       | Duke           | PG      | Junior    |
| 2002–03 | T.J. Ford          | Texas          | PG      | Sophomore |
| 2003–04 | Jameer Nelson      | Saint Joseph's | PG      | Senior    |
| 2004–05 | Andrew Bogut       | Utah           | C       | Sophomore |
| 2005–06 | J. J. Redick       | Duke           | SG      | Senior    |
| 2006–07 | Kevin Durant       | Texas          | SF      | Freshman  |
| 2007–08 | Tyler Hansbrough   | North Carolina | PF      | Junior    |
| 2008–09 | Blake Griffin      | Oklahoma       | PF      | Sophomore |
| 2009–10 | Evan Turner        | Ohio State     | SF      | Junior    |
| 2010–11 | Jimmer Fredette    | BYU            | PG      | Senior    |
| 2011–12 | Anthony Davis      | Kentucky       | C       | Freshman  |
| 2012–13 | Trey Burke         | Michigan       | PG      | Sophomore |
| 2013–14 | Doug McDermott     | Creighton      | SF / PF | Senior    |
| 2014–15 | Frank Kaminsky     | Wisconsin      | PF      | Senior    |
| 2015–16 | Buddy Hield        | Oklahoma       | SG      | Senior    |
| 2016–17 | Frank Mason III    | Kansas         | PG      | Senior    |
| 2017–18 | Jalen Brunson      | Villanova      | PG      | Junior    |
| 2018–19 | Zion Williamson    | Duke           | PF      | Freshman  |
| 2019–20 | Obi Toppin         | Dayton         | PF      | Sophomore |
| 2020–21 | Luka Garza         | Iowa           | C       | Senior    |
| 2021–22 | Oscar Tshiebwe     | Kentucky       | C       | Junior    |
| 2022–23 | Zach Edey          | Purdue         | C       | Junior    |
| 2023–24 | Zach Edey (2)      | Purdue         | C       | Senior    |
| 2024–25 | Cooper Flagg       | Duke           | SF      | Freshman  |

| Sezon   | Zawodnik             | Uczelnia       | Poz. | Status    |
| ------- | -------------------- | -------------- | ---- | --------- |
| 2003–04 | Alana Beard          | Duke           | G    | Senior    |
| 2004–05 | Seimone Augustus     | LSU            | G    | Junior    |
| 2005–06 | Seimone Augustus (2) | LSU            | G    | Senior    |
| 2006–07 | Candace Parker       | Tennessee      | C    | Junior    |
| 2007–08 | Candace Parker (2)   | Tennessee      | C    | Senior    |
| 2008–09 | Maya Moore           | UConn          | F    | Sophomore |
| 2009–10 | Tina Charles         | UConn          | C    | Senior    |
| 2010–11 | Maya Moore (2)       | UConn          | F    | Senior    |
| 2011–12 | Brittney Griner      | Baylor         | C    | Junior    |
| 2012–13 | Brittney Griner (2)  | Baylor         | C    | Senior    |
| 2013–14 | Chiney Ogwumike      | Stanford       | F    | Senior    |
| 2014–15 | Breanna Stewart      | UConn          | F    | Junior    |
| 2015–16 | Breanna Stewart (2)  | UConn          | F    | Senior    |
| 2016–17 | Kelsey Plum          | Washington     | PG   | Senior    |
| 2017–18 | A'ja Wilson          | South Carolina | F    | Senior    |
| 2018–19 | Sabrina Ionescu      | Oregon         | PG   | Junior    |
| 2019–20 | Sabrina Ionescu (2)  | Oregon         | PG   | Senior    |
| 2020–21 | Paige Bueckers       | UConn          | G    | Freshman  |
| 2021–22 | Aliyah Boston        | South Carolina | C    | Junior    |
| 2022–23 | Caitlin Clark        | Iowa           | PG   | Junior    |
| 2023–24 | Caitlin Clark        | Iowa           | PG   | Senior    |
| 2024–25 | JuJu Watkins         | USC            | SG   | Sophomore |

## High School Player of the Year Award
Tytuł Zawodnika Roku Szkół Średnich im. Johna R. Woodena jest przyznawany najbardziej wartościowemu zawodnikowi w każdej z pięciu dywizji California Interscholastic Federation Southern i jednej dywizji Los Angeles City.

## Legends of Coaching Award
Legends of Coaching Award jest przyznawana za osiągnięcia całej kariery trenerskiej na poziomie akademickim zarówno trenerom, jak i trenerkom, w oparciu o wysokie standardy, które wyznaczył John Wooden. Komitet Wooden Award przyznający nagrodę uwzględnia przy wyborze kandydatów charakter trenera, sukcesy na boisku, wyniki naukowe studentów-zawodników, filozofię trenerską oraz kwestie identyfikowania się z celami John R. Wooden Award.

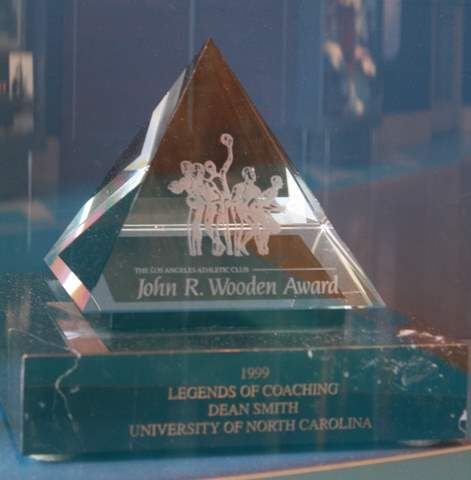
Nagroda Legends of Coaching Award przyznana Deanowi Smithowi w 1999 roku.
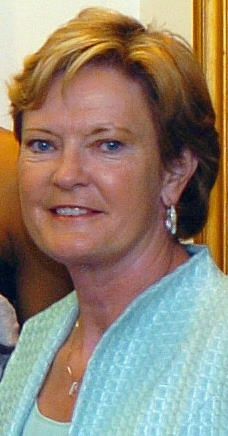
Pat Summitt, pierwsza kobieta trener wyróżniona nagrodą Woodena.
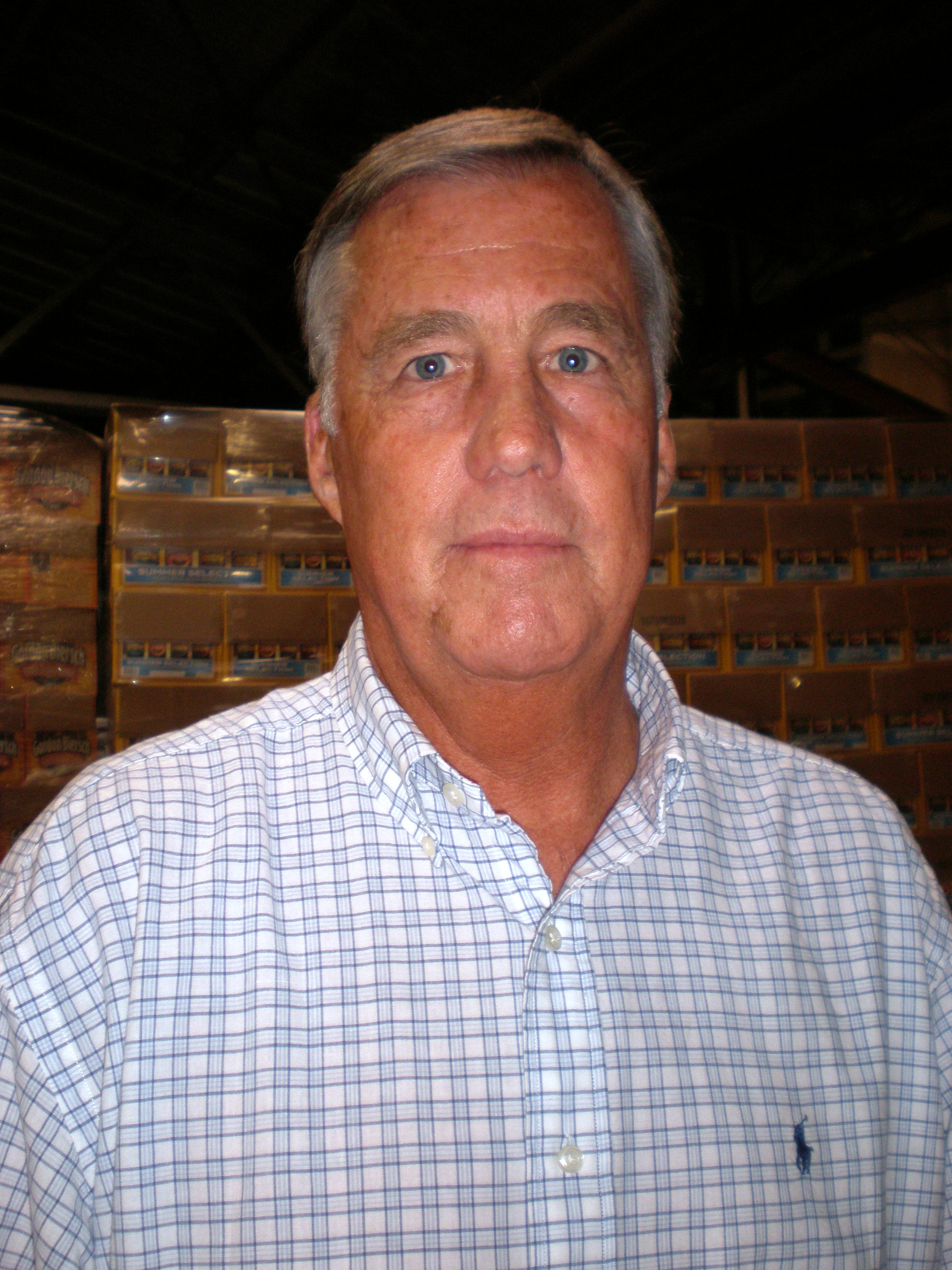
Mike Montgomery zdobył nagrodę będąc jeszcze trenerem drużyny Stanford Cardinal.
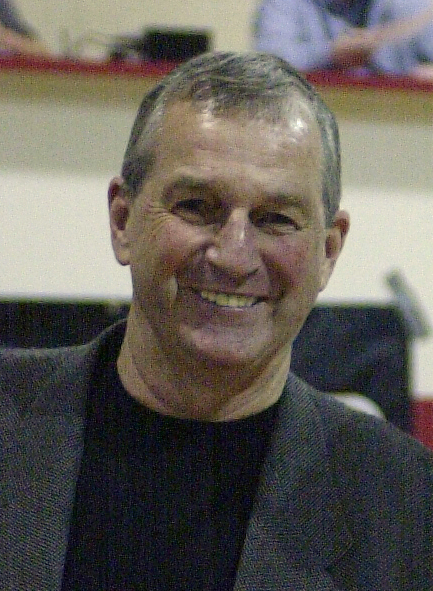
Jim Calhoun z Connecticut Huskies otrzymał nagrodę w 2005 roku.

| Sezon   | Trener             | Uczelnia                                          |
| ------- | ------------------ | ------------------------------------------------- |
| 1998–99 | Dean Smith         | North Carolina                                    |
| 1999–00 | Mike Krzyzewski    | Duke                                              |
| 2000–01 | Lute Olson         | Arizona                                           |
| 2001–02 | Denny Crum         | Louisville                                        |
| 2002–03 | Roy Williams       | Kansas                                            |
| 2003–04 | Mike Montgomery    | Stanford (mężczyźni)                              |
| 2004–05 | Jim Calhoun        | Connecticut (mężczyźni)                           |
| 2005–06 | Jim Boeheim        | Syracuse                                          |
| 2006–07 | Gene Keady         | Purdue                                            |
| 2007–08 | Pat Summitt        | Tennessee (kobiety)                               |
| 2008–09 | Rick Barnes        | Texas                                             |
| 2009–10 | Billy Donovan      | Florida                                           |
| 2010–11 | Tom Izzo           | Michigan State                                    |
| 2011–12 | Geno Auriemma      | Connecticut (kobiety)                             |
| 2012–13 | Bill Self          | Kansas                                            |
| 2013–14 | Tara VanDerveer    | Stanford (kobiety)                                |
| 2014–15 | Steve Fisher       | San Diego State                                   |
| 2015–16 | Tubby Smith        | Texas Tech                                        |
| 2016–17 | Muffet McGraw      | Notre Dame (kobiety)                              |
| 2017–18 | Jay Wright         | Villanova                                         |
| 2018–19 | Lon Kruger         | Oklahoma                                          |
| 2019–20 | C. Vivian Stringer | Rutgers (kobiety)                                 |
| 2020–21 | Dave Yanai         | Cal State Dominguez Hills i Cal State Los Angeles |
| 2021–22 | Rick Byrd          | Belmont                                           |
| 2022–23 | Dawn Staley        | South Carolina (kobiety)                          |
| 2023–24 | John Calipari      | Kentucky                                          |
| 2024–25 | Mark Few           | Gonzaga                                           |